# Karl Madsen

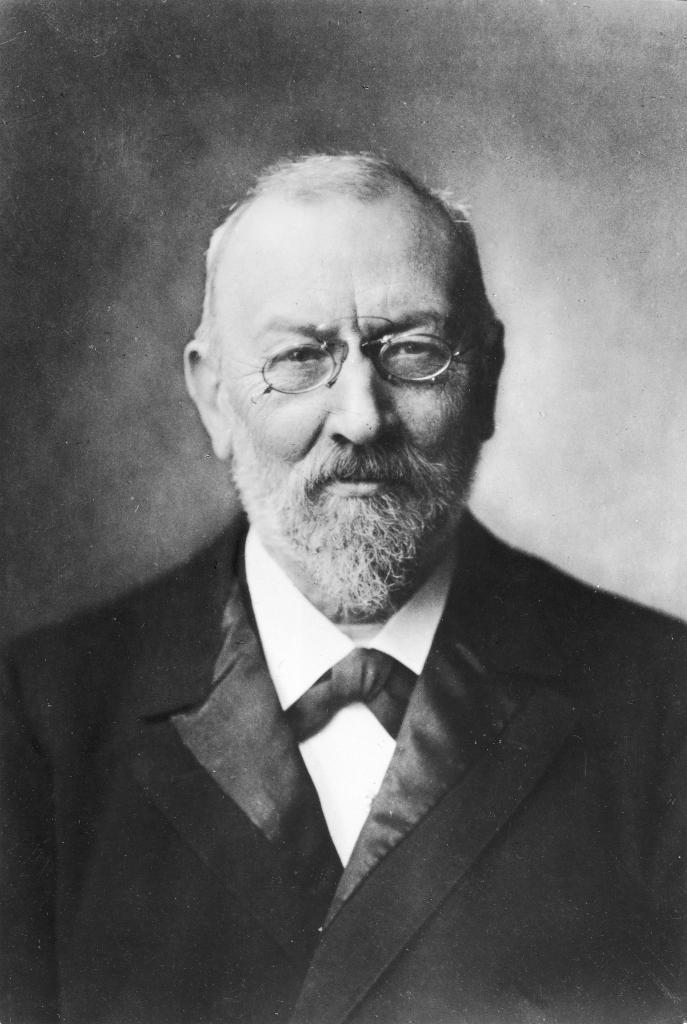
Karl Madsen

Carl (Karl) Johan Wilhelm Madsen (* 22. März 1855 in Kopenhagen; † 16. April 1938 ebenda) war ein dänischer Maler, Kunsthistoriker und Museumsdirektor.

## Biografie
Madsen war der Sohn des Malers A.P. Madsen und der Malerin Sophie Thorsøe Madsen. Er wurde in eine lange Ahnenreihe von Malern hineingeboren. Von 1872 bis 1876 studierte er an der Königlich Dänischen Kunstakademie und daneben ab 1872 an der von Vilhelm Kyhn betriebenen Det frie Aftenakademie. Die Jahre 1876 bis 1879 verbrachte er zu weiteren Studien in Paris an der École des Beaux-Arts bei Jean-Léon Gérôme und kopierte im Louvre. In den Jahren 1880–82, 1886, 1889 nahm er an den Charlottenborg Frühjahrs-Ausstellungen (Forårsudstilling) in Kopenhagen teil.

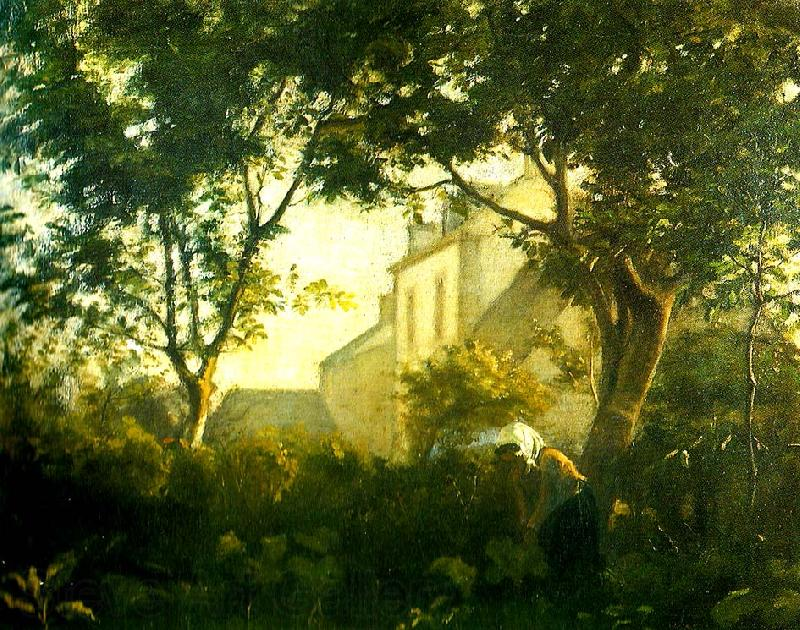
Karl Madsen: Die Stadt Saint Briac in der Bretagne, 1878

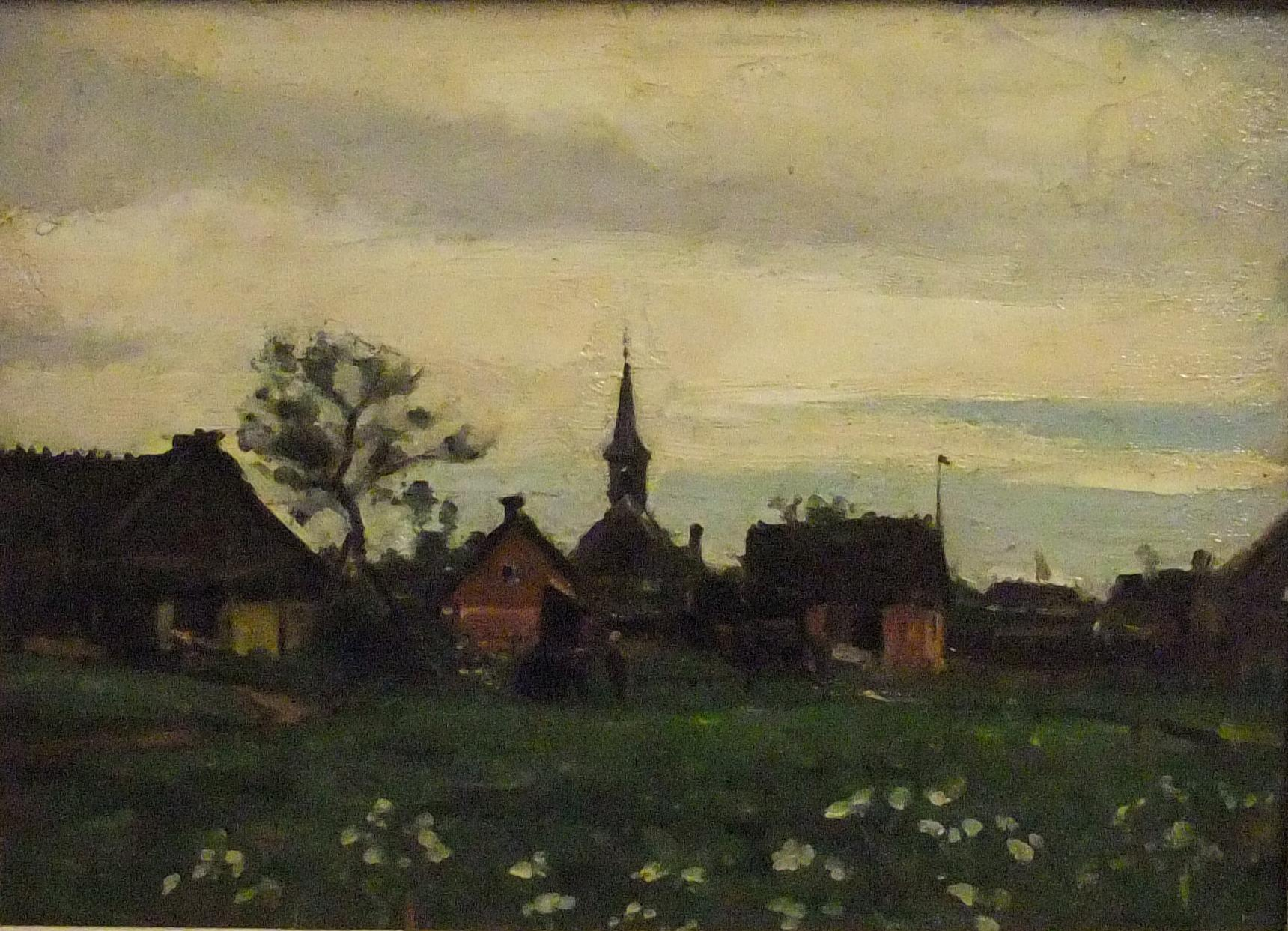
Karl Madsen: Skizze von Hornbæk mit Kirche, 1885

Er lebte die längste Zeit seines Lebens in Kopenhagen. Seine Sommer verbrachte der Künstler gemeinsam mit den anderen Skagen-Malern in Skagen an der Nordspitze von Jütland. Obwohl er vor allem durch seine kunsthistorischen Texte an Einfluss erlangte, war er auch ein begabter Maler.
1880 heiratete er Johanne Henriette Møller (* 1859), die 1881 im Wochenbett starb; sie war eine Cousine der Malerin Anna Ancher. Allein mit dem neugeborenen Sohn musste er wohl die Malerei aufgeben. In zweiter Ehe war er ab 1883 verheiratet mit Thora Juliane Nielsen (1858–1929). Ab 1884 arbeitete er als Kunstkritiker u. a. für die Tageszeitung Politiken. In dieser Zeit bekam Madsen große Bedeutung für die Entwicklung der dänischen Malerei, indem er Einflüsse aus Frankreich vermittelte.
Madsens Wirken an Museen begann 1895 an der dänischen Nationalgalerie, dem Statens Museum for Kunst, wo er zunächst Assistent an der königl. Malerei- und Skulpturensammlung war. Nach der Station als Inspektor ab 1900 war er von 1911 bis 1925 Direktor des Kunstmuseums. Als Museumsmann hatte er international Geltung als Kenner der niederländischen Malerei. Zudem war sein 1885 erschienenes Buch über japanische Malerei bahnbrechend in Nordeuropa, wie auch seine Monographie zu Johan Thomas Lundbye zur Neubewertung der dänischen Kunst der ersten Hälfte des 19. Jahrhunderts beitrug.
In der Geschichte des Skagens Museums nimmt Madsen aufgrund seiner Stellung als erster Museumsdirektor eine wichtige Position ein. Er übernahm das Amt 1928 direkt nach der Eröffnung des Museums.
Madsen war ab 1917 außerordentliches Mitglied der Kopenhagener Kunstakademie und ab 1926 Mitglied der Königlich Schwedischen Kunstakademie in Stockholm. Von der Antwerpener Kunstakademie erhielt er 1907 die Jahresmedaille, 1918 wurde er von der Universität Lund zum Dr. phil. ernannt.

## Schriften
- Japansk Malerkunst. P. G. Philipsen, Kopenhagen 1885.
- Johan Thomas Lundbye (1818–1848). Hrsg.: Kunstforeningen. Thieles Bogtrykkeri, Kopenhagen 1895 (Textarchiv – Internet Archive).
- Billedkunsten. Det Nordiske Forlag, Kopenhagen 1901 (Textarchiv – Internet Archive).
- Wilhelm Marstrand (1810–1873). Hrsg.: Kunstforeningen. Thieles Bogtrykkeri, Kopenhagen 1905 (Textarchiv – Internet Archive).
- Viborg Domkirke – Joakim Skovgaards Billeder – Domkirkens Historie. Hrsg.: Kunstforeningen. Thieles Bogtrykkeri, Kopenhagen 1909 (Textarchiv – Internet Archive).
- Billeder af Rembrandt og hans Elever i den kgl. Malerisamling. Gyldendals Boghandel, Kopenhagen 1911 (Textarchiv – Internet Archive).
- Maleren Theodor Philipsen. Hrsg.: Kunstforeningen. Thieles Bogtrykkeri, Kopenhagen 1912 (Textarchiv – Internet Archive).